# Cikayas
Cikayas is een bestuurslaag in het regentschap Pandeglang van de provincie Banten, Indonesië. Cikayas telt 3133 inwoners (volkstelling 2010).